# Сан Хосе Ърткуейкс
„Сан Хосе Ърткуейкс“ (на английски: San Jose Earthquakes) e футболен клуб от гр. Сан Хосе, щата Калифорния, САЩ, основан през 1995г.

## История
Отборът е основан през 1974 г. и участва в Северноамериканската футболна лига (NASL). Най-големият успех на отбора е победа в конференцията през 1976 г. Един от най-известните футболист, играли за клуба по това време, е Джордж Бест. Отборът играе в NASL до разформироването на лигата през 1984 г. През 1985 г. печели Лигата на Западния алианс, а до 1988 достига два пъти финалът на същото състезание.
През 1994 г. отборът е основан отново, под името „Сан Хосе Клаш“, но през 1999 г. приема сегашното си име Ърткуейкс, което в превод от английски означава „земетресение от Сан Хосе“. През 2001 и 2003 г. отборът печели МЛС. През 2006 г. отборът е преместен в Хюстън, където е основан Хюстън Динамо.
През 2008 г. Ърткуейкс отново започва да функционира и през 2012 г. печели редовния сезон на МЛС – Съпортърс Шийлд.

## Известни футболисти
- Дарън Хакърби
- Ходадад Азизи
- Бен Ироха
- Джордж Бест
- Момчило Гаврич
- Пол Чайлд
- Роланд Серитос
- Лендън Донован
- Крис Вондоловски

## Успехи
- Лига на Западния алианс – 1985
- МЛС Къп – 2001, 2003
- МЛС Съпортърс Шийлд – 2005, 2012